# Дом-музей Н. Н. Жукова
Дом-музей Н. Н. Жукова — музей, посвящённый памяти советского художника-графика, автора жанровых станковых рисунков Николая Николаевича Жукова в городе Ельце Липецкой области. Является структурным подразделением Елецкого городского краеведческого музея.

## История
Единственный в России Дом-музей Николая Жукова — художника-графика, автора жанровых станковых рисунков. Учреждение было создано стараниями дочери Арины Николаевны Жуковой-Полянской и открыто в Ельце Липецкой области 12 декабря 1992 года в одноэтажном бревенчатом доме, где Жуков провёл свои детские и юношеские годы.
В торжественный день открытия дома-музея семьёй художника, супругой Альбиной Феликсовной и детьми, в дар учреждению были переданы личные вещи Николая Жукова, а также большая коллекция подлинных работ мастера.

## Строение и помещения музея
Музей расположился в одноэтажном бревенчатом доме. Архитектура здания типична для многих небогатых домов второй половины XIX века.

## Экспозиция
В музее находятся четыре тематических зала:
- Детские и юношеские годы Николая Жукова.
- События XX века глазами художника.
- Семья и дети в творчестве Н. Н. Жукова.
- Фотографии из семейного архива Жуковых.

Экспозиция музея начинается с мемориальной комнаты, в которой воссоздана обстановка детства и юношества Николая Жукова. Здесь можно увидеть не только вещи, принадлежавшие семье Жуковых, но и документы, семейные фотографии.
Часть экспозиции посвящена Великой Отечественной войне. В 1946 году художник больше месяца работал на заседаниях военного трибунала в Нюрнберге и исполнил более 200 судебных зарисовок, часть из них представлена в данном музее. Также здесь экспонируются тёплые и трогательные рисунки Николая Жукова на тему семьи, детства, и работы, привезенные им из различных зарубежных поездок.
В музее проводятся обзорные и тематические экскурсии, имеется коллекция кинофильмов о творчестве художника, презентуются видео выставки.